# NGC 7208
NGC 7208 é uma galáxia lenticular (SB0) localizada na direcção da constelação de Piscis Austrinus. Possui uma declinação de -29° 03' 05" e uma ascensão recta de 22 horas, 08 minutos e 24,7 segundos.
A galáxia NGC 7208 foi descoberta em 28 de Setembro de 1834 por John Herschel.